# Ana Olivera
Ana Olivera (Montevideo, 17 de desembre de 1953) és una professora i política uruguaiana pertanyent al Partit Comunista, sector que forma part de la coalició del Front Ampli. Ha estat viceministra de Desenvolupament Social durant el govern de Tabaré Vázquez (2005-2010). Ha estat intendenta de Montevideo entre 2010 i 2015 i ha estat l'única candidata del Front Ampli a les eleccions municipals del 2010.

## Biografia
Ana Olivera va néixer a Montevideo, el 17 de desembre de 1953. A edat primerenca formà part del Moviment d'Alliberament Nacional - Tupamaros, motiu pel qual s'exilià a França i a Cuba durant la dictadura militar uruguaiana (1973-1985). A L'Havana es va afiliar al Partit Comunista de l'Uruguai. Amb la democràcia, tornà a l'Uruguai i es graduà en literatura.
En l'àmbit polític, Olivera va ser Directora de la Divisió Administracions Locals de la Intendència durant el primer mandat de Mariano Arana. El 1999 va assumir el càrrec de Directora General del Departament de Descentralització. El 2000 va assumir com a Directora de la Divisió Regió Oest de Montevideo fins al 2003, quan va tornar a ser directora de Descentralització.
El 2005, durant la presidència de Tabaré Vázquez, Olivera va ser nomenada viceministra de Desenvolupament Social, al costat de la ministra Marina Arismendi, també del Partit Comunista. Així mateix, també va formar part de la Junta Nacional de Drogues, de la Taula Coordinadora de la Seguretat Social, i del Consell Consultiu Honorari d'Infància i Adolescència.
Amb l'assumpció de José Mujica l'1 de març del 2010 com a nou president de l'Uruguai, Olivera va ser nomenada ministra de Desenvolupament Social, càrrec que més tard no va acceptar per ser candidata a intendenta del departament de Montevideo.
Al 2016, va ser condecorada amb la insígnia de la Legió d'Honor, la més important de les condecoracions franceses.